# Polyrhachis spitteleri
Polyrhachis spitteleri är en myrart som beskrevs av Auguste-Henri Forel 1916. Polyrhachis spitteleri ingår i släktet Polyrhachis och familjen myror. Inga underarter finns listade i Catalogue of Life.